# Illes Gili

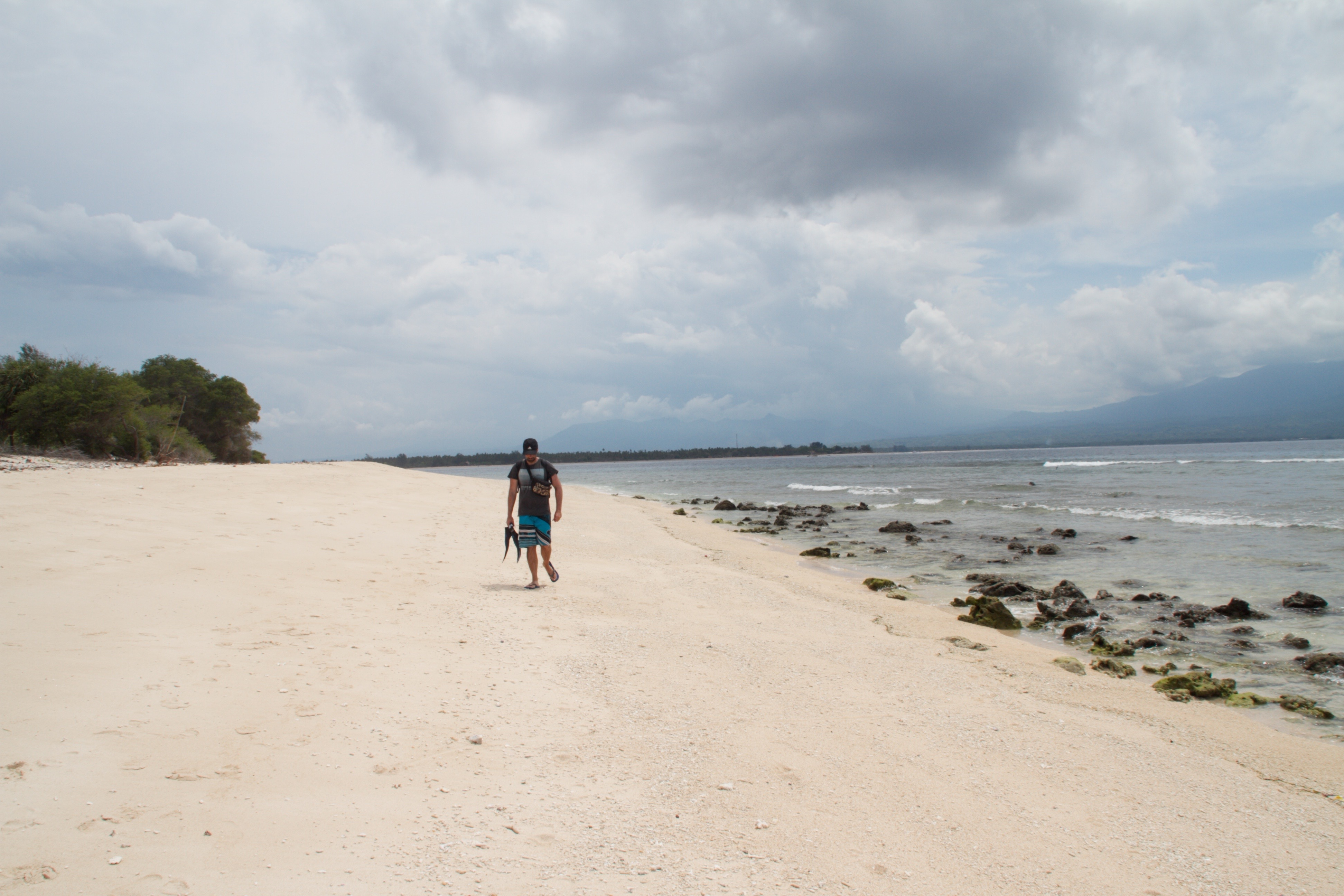
Platja de sorra blanca en Gili Air

Les illes Gili (en indonesi: Tiga Gili [tres Gilis], Kepulauan Gili [Illes Gili]) són un arxipèlag de tres petites illes —Gili Trawangan, Gili Meno i Gili Air— situades a la costa nord-oest de l'illa de Lombok, Indonèsia.
Les illes són una destinació comuna per als turistes que busquen l'experiència de visitar una illa remota.
Cada illa té diversos petits resorts que, en general, consisteixen en diverses cabanyes per als turistes, una petita piscina i un petit restaurant. La majoria dels habitants locals viuen a Gili Trawangan, en un municipi que s'estén al llarg de la costa est. Els automòbils i el tràfic motoritzat està prohibit a les illes per ordenança local, per la qual cosa el mètode preferit de transport és a peu, amb bicicleta o amb cotxe de cavalls anomenat cidomo.
El busseig al voltant de les illes Gili també és popular a causa de l'abundància de fauna marina i atractius esculls de corall.